# William Orlando Butler

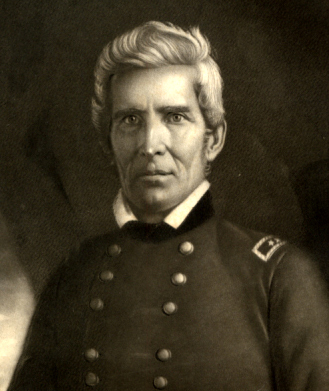
William Orlando Butler

William Orlando Butler, född 19 april 1791 i Virginia (i nuvarande Jessamine County, Kentucky), död 6 augusti 1880 i Carrollton, Kentucky, var en amerikansk militär, poet och politiker. Han representerade delstaten Kentuckys trettonde distrikt i USA:s representanthus 1839–1843. Han var Demokratiska partiets vicepresidentkandidat i presidentvalet i USA 1848.
Butler utexaminerades 1812 från Transylvania University och deltog i 1812 års krig som kapten. Efter kriget tjänstgjorde han som adjutant åt Andrew Jackson 1816–1817. År 1821 utkom hans diktsamling The Boatman's Horn and Other Poems. Poesi hade det skrivits i Kentucky redan före honom men titeldikten "The Boatman's Horn" var den första i delstaten som vann en större popularitet.
Butler arbetade som advokat i Carrollton och blev invald i USA:s representanthus år 1838 med omval två år senare. I kongressvalet 1842 ställde han inte längre upp till omval. Han förlorade guvernörsvalet i Kentucky 1844 mot William Owsley. I Mexikanska kriget sårades han i slaget vid Monterrey och lämnade armén efter att ha blivit utsedd till demokraternas vicepresidentkandidat år 1848. Demokraterna Lewis Cass och Butler förlorade valet mot Whigpartiets kandidater Zachary Taylor och Millard Fillmore.